# Peru op de Olympische Zomerspelen 2000
Peru nam deel aan de Olympische Zomerspelen 2000 in Sydney, Australië. Het Zuid-Amerikaanse land won opnieuw geen enkele medaille.

## Deelnemers en resultaten

### Atletiek
| Olympiër       | Discipline       | Resultaat | Prestatie                                 |
| -------------- | ---------------- | --------- | ----------------------------------------- |
| Hugo Muñoz     | hoogspringen (m) | DNF       | kwalificatie groep B: geen geldige poging |
|                |                  |           |                                           |
| María Portillo | marathon (v)     | 32e       | 2:36.50                                   |

### Judo
| Olympiër       | Discipline | Resultaat | Prestatie |
| -------------- | ---------- | --------- | --- |
| Germán Velasco | -73kg (m)  | 13e       | 1ste ronde: vrij 2de ronde: W van AUS Hill: ippon 3de ronde: V van BLR Laryukhov: ippon herkansingen: V van FRA Kheder: koka |

### Schietsport
| Olympiër       | Discipline | Resultaat | Prestatie                                           |
| -------------- | ---------- | --------- | --------------------------------------------------- |
| Juan Giha      | skeet (m)  | 49e       | kwalificatie: 49ste met 110 punten (21-22-24-21-22) |
| Francisco Boza | trap (m)   | 26e       | kwalificatie: 26ste met 108 punten (22-23-19-23-21) |

### Schoonspringen
| Olympiër     | Discipline    | Resultaat | Prestatie                          |
| ------------ | ------------- | --------- | ---------------------------------- |
| Abel Sánchez | 3m plank (m)  | 24e       | voorronde: 24ste met 356,40 punten |
| Abel Sánchez | 10m toren (m) | 37e       | voorronde: 37ste met 295,14 punten |

### Volleybal
| Olympiër | Discipline | Resultaat | Prestatie |
| --- | ---------- | --------- | --- |
| Fiorella Aíta Milagros Cámere Leyla Chihuán Iris Falcón Rosa García Natalia Málaga Milagros Moy Diana Soto Milagros Uceda Janet Vasconzuelos Yulissa Zamudio | zaal (v)   | 11e       | groep B: 6de V van Rusland: 0-3 (17-25, 13-25, 20-25) V van Italië: 0-3 (17-25, 20-25, 20-25) V van Duitsland: 0-3 (16-25, 19-25, 16-25) V van Zuid-Korea: 1-3 (25-19, 19-25, 28-30, 17-25) V van Cuba: 1-3 (23-25, 25-12, 16-25, 16-25) |

| Groep B |            |             |             |             |             |             |             |        |        |        |        |
| #       | Land       | Wedstrijden | Wedstrijden | Wedstrijden | Wedstrijden | Wedstrijden | Wedstrijden | Punten | Punten | Punten | Punten |
| #       | Land       | G           | W           | V           | SW          | SV          | SR          | SPW    | SPL    | Saldo  | Punten |
| 1       | Rusland    | 5           | 5           | 0           | 15          | 5           | +10         | 465    | 392    | +73    | 10     |
| 2       | Cuba       | 5           | 4           | 1           | 14          | 4           | +10         | 419    | 332    | +87    | 9      |
| 3       | Zuid-Korea | 5           | 3           | 2           | 9           | 9           | 0           | 393    | 413    | −20    | 8      |
| 4       | Duitsland  | 5           | 2           | 3           | 8           | 10          | −2          | 380    | 395    | −15    | 7      |
| 5       | Italië     | 5           | 1           | 4           | 7           | 12          | −5          | 427    | 446    | −19    | 6      |
| 6       | Peru       | 5           | 0           | 5           | 2           | 15          | −13         | 316    | 422    | −106   | 5      |

| Ronde        | Datum  | Plaats     | Land | Score     | Land |
| ------------ | ------ | ---------- | ---- | --------- | ---- |
| Groepsfase   |        |            |      |           |      |
| 16 september | Sydney | Peru       | 0-3  | Rusland   |      |
| 18 september | Sydney | Italië     | 3-0  | Peru      |      |
| 20 september | Sydney | Peru       | 0-3  | Duitsland |      |
| 22 september | Sydney | Zuid-Korea | 3-1  | Peru      |      |
| 24 september | Sydney | Peru       | 1-3  | Cuba      |      |

### Zeilen
| Olympiër            | Discipline | Resultaat | Prestatie                                          |
| ------------------- | ---------- | --------- | -------------------------------------------------- |
| Luis Alberto Olcese | laser (m)  | 33e       | 253 punten: (36-37-21-DSQ-15-30-37-38</>-11-31-35) |

### Zwemmen
| Olympiër              | Discipline           | Resultaat | Prestatie               |
| --------------------- | -------------------- | --------- | ----------------------- |
| Luis López            | 50m vrije slag (m)   | 49e       | serie 4: 5de in 24,00   |
| Juan Pablo Valdivieso | 200m vlinderslag (m) | 36e       | serie 2: 4de in 2.03,67 |
|                       |                      |           |                         |
| Talía Barrios         | 50m vrije slag (v)   | 56e       | serie 4: 7de in 28,11   |

Albanië · Algerije · Amerikaanse Maagdeneilanden · Amerikaans-Samoa · Andorra · Angola · Antigua en Barbuda · Argentinië · Armenië · Aruba · Australië · Azerbeidzjan · Bahama's · Bahrein · Bangladesh · Barbados · België · Belize · Benin · Bermuda · Bhutan · Bolivia · Bosnië en Herzegovina · Botswana · Brazilië · Britse Maagdeneilanden · Brunei · Bulgarije · Burkina Faso · Burundi · Cambodja · Canada · Centraal-Afrikaanse Republiek · Chili · China · Chinees Taipei · Colombia · Comoren · Congo-Brazzaville · Congo-Kinshasa · Cookeilanden · Costa Rica · Cuba · Cyprus · Denemarken · Djibouti · Dominica · Dominicaanse Republiek · Duitsland · Ecuador · Egypte · El Salvador · Equatoriaal-Guinea · Eritrea · Estland · Ethiopië · Fiji · Filipijnen · Finland · Frankrijk · Gabon · Gambia · Georgië · Ghana · Grenada · Griekenland · Groot-Brittannië · Guam · Guatemala · Guinee · Guinee‑Bissau · Guyana · Haïti · Honduras · Hongarije · Hongkong · Ierland · IJsland · India · Indonesië · Irak · Iran · Israël · Italië · Ivoorkust · Jamaica · Japan · Jemen · Joegoslavië · Jordanië · Kaaimaneilanden · Kaapverdië · Kameroen · Kazachstan · Kenia · Kirgizië · Koeweit · Kroatië · Laos · Lesotho · Letland · Libanon · Liberia · Libië · Liechtenstein · Litouwen · Luxemburg · Macedonië · Madagaskar · Malawi · Malediven · Maleisië · Mali · Malta · Marokko · Mauritanië · Mauritius · Mexico · Micronesië · Moldavië · Monaco · Mongolië · Mozambique · Myanmar · Namibië · Nauru · Nederland · Nederlandse Antillen · Nepal · Nicaragua · Nieuw-Zeeland · Niger · Nigeria · Noord-Korea · Noorwegen · Oeganda · Oekraïne · Oezbekistan · Oman · Oostenrijk · Pakistan · Palau · Palestina · Panama · Papoea-Nieuw-Guinea · Paraguay · Peru · Polen · Portugal · Puerto Rico · Qatar · Roemenië · Rusland · Rwanda · Saint Kitts en Nevis · Saint Lucia · Saint Vincent en Grenadines · Salomonseilanden · Samoa · San Marino ·  Sao Tomé en Principe · Saoedi-Arabië · Senegal · Seychellen · Sierra Leone · Singapore · Slovenië · Slowakije · Soedan · Somalië · Spanje · Sri Lanka · Suriname · Swaziland · Syrië · Tadzjikistan · Tanzania · Thailand · Togo · Tonga · Trinidad en Tobago · Tsjaad · Tsjechië · Tunesië · Turkije · Turkmenistan · Uruguay · Vanuatu · Venezuela · Verenigde Arabische Emiraten · Verenigde Staten · Vietnam · Wit-Rusland · Zambia · Zimbabwe · Zuid-Afrika · Zuid-Korea · Zweden · Zwitserland · Individuele olympische atleten